# جرذ العشب الإفريقي
جرذ العشب الإفريقي (الاسم العلمي: Arvicanthis niloticus) هو نوع من القوارض ينتمي لعائلة الفأريات. يتواجد بكل من بنين، بوركينافاسو، بوروندي، تشاد، أفريقيا الوسطى، الكونغو، ساحل العاج، مصر، المغرب، الجزائر، ايريتريا، إثيوبيا، غامبيا، غانا، كينيا، ملاوي، موريطانيا، نيجر، نيجيريا، السعودية، سنغال، سيراليون، السودان، تنزانيا، توغو، أوغندا وزامبيا. موئله الطبيعي هو السافانا الجافة و الرطبة، أرض الشجيرات الرطبة المدارية و الشبه المدارية، الأراضي الصالحة للزراعة، الأراضي الرعوية، الحدائق الريفية، المناطق الحضرية، الأراضي المسقية، وتغمر موسميا الأراضي الزراعية.